# Creole Petroleum Corporation
Creole Petroleum Corporation fue una empresa petrolera privada, filial de la Standard Oil of New Jersey (actual ExxonMobil) y 95 % propiedad de esta, que operó varios campos petroleros en Venezuela hasta el 31 de diciembre de 1975, fecha en que sus concesiones expiraron y pasaron a manos del Estado venezolano en virtud de la Ley de Nacionalización de la Industria Petrolera. Hasta 1951 Creole fue el primer productor de petróleo a nivel mundial.

## Origen
Creole Petroleum Corporation es el resultado de asociaciones y fusiones de un grupo de corporaciones pioneras de la industria petrolera venezolana. Las más importantes de ellas fueron:
- El "Sindicato Creole"
- Lago Petroleum Corporation
- Standard Oil of Venezuela (S.O.V.)

### Sindicato Creole
Un grupo de empresarios estadounidenses fundó el Creole Syndicate, compañía registrada en [[Ley General de Sociedades del Estado de Delaware|Delaware]] en marzo de 1920. Este es el mismo registro comercial que servirá de base legal para el establecimiento de Creole Petroleum Corporation. Inmediatamente, el sindicato adquirió lotes de terreno en concesión, arriendo y como propietario en países como Colombia, Ecuador, Panamá, República Dominicana y Venezuela por intermedio de Julio E. Román.  
En 1921 obtuvo —traspasada por Kunhardt & Co.— una concesión en el Lago de Maracaibo. 
En 1924, los accionistas del sindicato Creole firmaron un acuerdo con Venezuelan Gulf Oil para el desarrollo de bloques de exploración en el Lago de Maracaibo. Como resultado de estos acuerdos, Venezuelan Gulf Oil realizó hallazgos significativos en 1925, producción que el sindicato vendió enteramente a la casa matriz Gulf Oil Corporation hasta 1929.
En 1926 el control del sindicato pasó a Blair & Co. con lo cual el sindicato adquiere varias empresas concesionarias inactivas en Venezuela: Webster Syndicate y Condor Oil Co. en 1926, Rio Palmar Oilfields Co. en 1927 y Mérida Oil Co. y Venezuelan International Co. en 1928.
El sindicato era propiedad de inversionistas privados y banqueros, quienes no invirtieron en más lotes de terreno para exploración.

### Lago Petroleum
Por otro lado, inversionistas también norteamericanos y vinculados en diferentes grados a Standard Oil, fundan la empresa Lago Petroleum Corporation también en Delaware, en abril de 1923. En sus inicios, esta adquirió —a Carlos Delfino, a cambio de acciones en la empresa— concesiones que cubrían una extensa área del lecho del lago de Maracaibo. 
Lago adquirió además todas las acciones de British Equatorial Oil Co., empresa que poseía bloques productivos en las riberas del lago, que resultaron ser las más prolíficas del Campo Costanero Bolívar, uno de los yacimientos más grandes del mundo. Lago poseía el 49 % de las acciones de Lago Oil & Transport Co. con el otro 51 % controlado por British Mexican Petroleum Co.
En 1925, Lago y British Mexican fueron adquiridas por la Pan American Petroleum & Transport Company, transnacional con amplias actividades en California y México. En 1932, Pan American transfirió todos sus activos en el extranjero —incluyendo, naturalmente, a Lago Petroleum y Lago Oil & Transport— a Standard Oil of New Jersey. 
En 1934, Lago registró en Venezuela una sociedad denominada "Compañía de Petróleo Lago" (Petrolago) y le transfirió a esta última todas sus instalaciones de refinación, mercadeo, terminales de embarque, flota de tanqueros y varias concesiones petroleras.

### Standard Oil of Venezuela
Para completar el cuadro, luego de la comprobación de las reservas petroleras venezolanas hechas por empresas ligadas al Grupo Shell, la Standard Oil of New Jersey (hoy ExxonMobil) llegó a Venezuela a finales de 1919 a través de varios representantes jurídicos. Fue en 1921 que su subsidiaria Standard Oil Company of Venezuela (S.O.V.) comenzó sus actividades exploratorias. 
Entre 1922 y 1928, la S.O.V. realizó 42 perforaciones en el Lago de Maracaibo y el Oriente venezolano, sin ningún éxito comercial. Para el año de 1927, la casa matriz de Nueva Jersey empezó a mostrar preocupación pues su filial venezolana no había realizado ningún hallazgo de relevancia. Los directivos regionales de la S.O.V. deciden comprar bloques que estaban en producción a otras empresas concesionarias y adquieren al sindicato Creole, cuya actividad comercial se había limitado hasta entonces a la compraventa de concesiones y trabajos como contratista de perforación para otras compañías. 
En abril de 1928, Standard Oil of New Jersey traspasó todas las acciones de S.O.V. a Creole a cambio de la totalidad del paquete accionario de Creole más la compra de acciones adicionales. Como resultado de estas transacciones, S.O.V. se convirtió en filial de Creole, cuya razón social fue cambiada a Creole Petroleum Corporation y todos sus bloques de producción fueron transferidos a S.O.V. Las compañías Webster, Condor, Rio Palmar, Mérida y Venezuelan International fueron disueltas y sus activos transferidos a S.O.V. y como resultado, Creole quedó convertida meramente en un holding, con todas sus actividades productivas llevadas a cabo por S.O.V.
En abril de 1932, la Standard Oil of New Jersey adquirió los activos en el extranjero de Pan American Petroleum and Transport Company, incluida la Lago Petroleum, la cual quedó desde ese momento incorporada dentro de Creole. A partir de 1938, ambas filiales de la Standard Oil of New Jersey en el país, S.O.V. y Lago, se gerenciaban conjuntamente y a partir de agosto de 1943:
- Creole aumentó su capital a 27 000 000 acciones
- Lago transfirió todos sus activos a Creole a cambio de 19 632 000 acciones
- S.O.V. fue liquidada y sus activos fueron transferidos íntegramente a Creole
- Lagomar Oil fue liquidada y sus activos fueron transferidos íntegramente a Creole
- Compañía de Petróleo Lago transfirió todos sus activos excepto los tanqueros de bandera venezolana, los cuales le fueron arrendados a Creole bajo la modalidad "fletamento a casco desnudo".

## Hitos relevantes

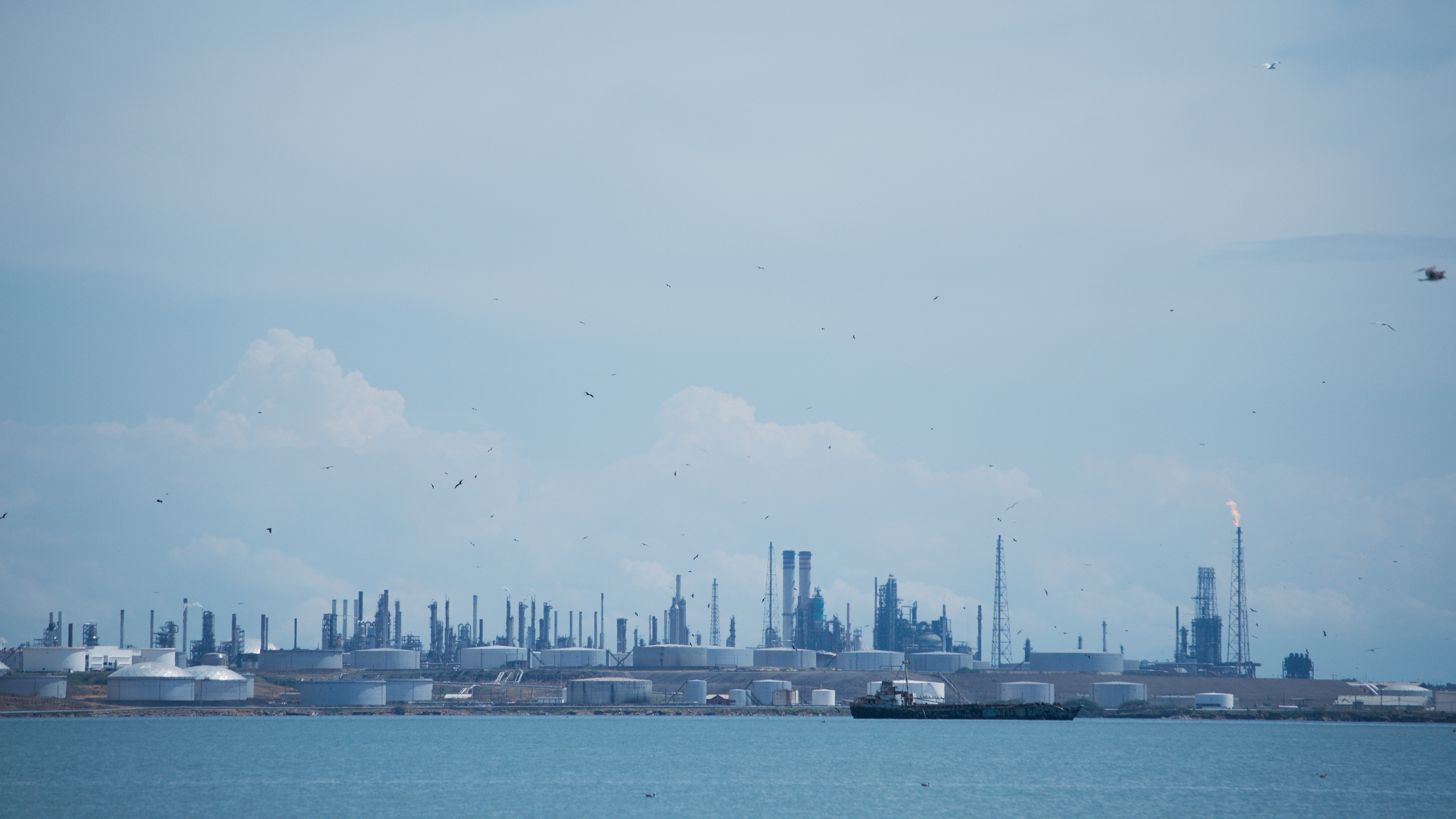
La refinería de Amuay, construida por la empresa Creole, inició actividades el 3 de enero de 1950.

La empresa inauguró el Complejo Refinador de Amuay en 1950, uno de los más grandes del mundo para la época, en el estado Falcón. Produjo alrededor de 1,5 millones de barriles de petróleo diario, llegó a refinar más de 600 mil barriles diarios e inyectó cerca de un billón de pies cúbicos de gas diario. Las operaciones incluyeron aparte de la actividad petrolera; clínicas, colegios, viviendas, canchas de golf, plantas de potencia, carreteras, clubes, estadios, comisariatos, etc.  

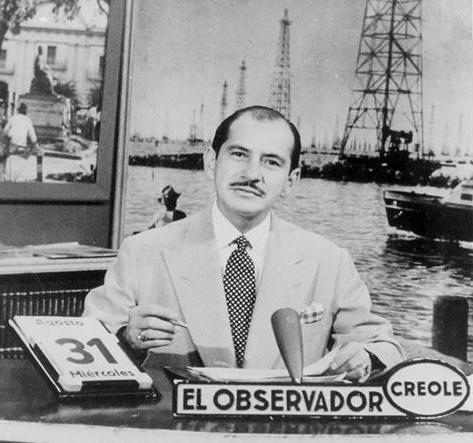
Primera transmisión de El Observador Creole.

En el ámbito cultural destacan el patrocinio de "El Observador Creole" noticiero televisivo de RCTV (desde 1972 Noticiero Creole por Cadena Venezolana de Televisión), el Reporter ESSO, la publicación "El Farol" y la coral Creole. 
Hasta 1951 la Creole Petroleum fue la empresa líder mundial en la producción de petróleo y generó cerca del 40 % de las utilidades de Exxon y el 30 % de los ingresos del gobierno venezolano por muchos años desde la década de los 50 hasta mediados de los 70. En 1955 la Creole completa la ciudad de Judibana en el estado Falcón al servicio de la refinería de Amuay, siendo el primer campo de tipo abierto que hacía la compañía en el país

## Nacionalización
La empresa fue manejada con gran independencia de la Exxon, teniendo plena autoridad y autonomía para asignar responsabilidades. Durante años se realizaron entrenamientos para desarrollar profesionales venezolanos y reemplazar los estadounidenses a tal punto que el día de la nacionalización el 1 de enero de 1976 solo había 200 trabajadores estadounidenses, en comparación con los 2200 que había en 1950.
Durante la etapa de nacionalización, el traspaso de las propiedades, beneficios, equipos, etc. desde las manos de la trasnacional hasta las manos del gobierno venezolano fue realizada sin ningún contratiempo y con plena satisfacción de ambas partes.[cita requerida] Después de la nacionalización de la Creole, los efectos económicos sobre Exxon se hicieron sentir negativamente, debiendo reducir inversiones y tomar otras medidas para suavizar las pérdidas de la nacionalización. Lagoven, empresa filial de Petróleos de Venezuela, tomó el control de todos los activos de Creole luego de la nacionalización. Aún hoy en día, la Creole es ampliamente aceptada entre los venezolanos como una fuerza beneficiosa y constructora para el país. El edificio administrativo de la Creole en Caracas actualmente es la sede de la Universidad Bolivariana de Venezuela.